# Fábio Costa
Fábio Costa (Camaçari, 27 de novembro de 1977) é um ex-futebolista brasileiro que atuava como goleiro.
Bicampeão brasileiro, Fábio Costa era reconhecido por sua personalidade e estilo de jogo agressivo, recorrendo a carrinhos, muitas vezes violentos, para desarmar adversários que se aproximavam do gol.

## Carreira
Nascido na Bahia, o goleiro começou sua carreira nas categorias de base do EC Bahia, em 1991. Ainda sem se profissionalizar, Fábio passou por Cruzeiro Esporte Clube e PSV Eindhoven, até chegar ao Vitória, clube no qual foi efetivado ao time principal em 1996.

### Vitória
Em 1999, numa vitória do clube por 2x1 sobre o Atlético-MG no Estádio Independência, o goleiro foi pivô de uma confusão generalizada. Após levar um gol de pênalti, Fábio Costa foi empurrado por jogadores do Galo. Revidou e causou uma confusão, contida pelo árbitro. Quando o jogo terminou, porém, uma briga generalizada começou – o goleiro levou até uma voadora do argentino Galván.
Nos quatro anos em que defendeu o Rubro-Negro Baiano, o Fábio Costa conquistou três Estaduais, em 1996, 1997 e 1999, e duas Copa do Nordeste, em 1997 e 1999, ganhando, assim, projeção nacional.

### Santos
Foi contratado pelo Santos em fevereiro de 2000 por R$ 1,5 milhão, e por lá viveu um dos melhores momentos de sua carreira. Fez parte do elenco liderado por Robinho e Diego que conquistou o Campeonato Brasileiro de Futebol de 2002, quando assumiu a meta nas quartas-de-final e realizou defesas importantes na decisão contra o Corinthians.
Foi vice-campeão da Copa Libertadores da América de 2003, também com grandes momentos como nas oitavas-de-final contra o Nacional do Uruguai, onde falhou na partida, mas se recuperou na disputa por pênaltis.
Suas grandes atuações pelo alvinegro fizeram o jogador ser convocado pelo técnico Émerson Leão para disputar a Copa das Confederações de 2001 pela Seleção Brasileira.

### Corinthians
Em 2003, assinou contrato com o Corinthians, um dos maiores rivais do Santos, agora ex-clube do goleiro. Por coincidência, o goleiro Doni, que estava no Corinthians em 2002 e 2003, foi para o Santos em 2004. Ambos goleiros disputaram a final do Brasileiro de 2002.
Ficou até 2005 no clube do Parque São Jorge, conquistando apenas o Brasileirão do mesmo ano, quando o Timão contava com um elenco milionário, com jogadores como Carlitos Tevez, Carlos Alberto, Roger e Nilmar além de algumas promessas das categorias de base como Rosinei, Jô, Júlio César, entre outros. Mesmo sendo barrado pelo técnico Daniel Passarella, que teve preferência a outro goleiro. E só com a chegada de Antônio Lopes que conseguiu novamente a vaga de titular da equipe e ajudou o Corinthians a engrenar no decorrer do Campeonato. Ao final de 2005, o iraniano Kia Joorabchian conversou com o goleiro e manifestou que não desejava mais contar com seu trabalho.

### Retorno ao Santos
Retornou para o Santos em 2006, onde ainda ganhou o Campeonato Paulista de 2006 e de 2007, e ganhado a confiança de titular absoluto, sendo admirado por uns torcedores pelo bom posicionamento e boa segurança durante as defesas e odiado por outros por ter jogado em um rival.

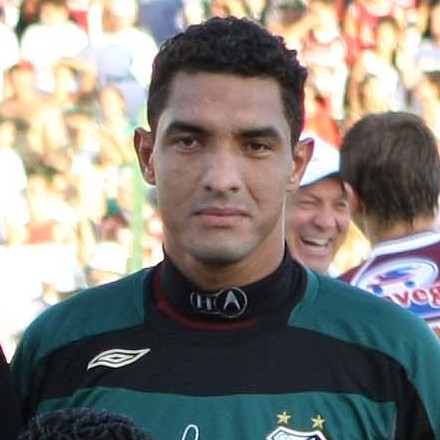
Fábio Costa no Campeonato Paulista de 2008 pelo Santos FC

Também conhecido pelo seu temperamento abusivo, em 2006 teve um conflito com a torcida do Santos por uma reação negativa à uma crítica por ter falhado num gol adversário. Tudo aconteceu no final do jogo entre Santos 1–1 Fluminense, partida ocorrida no segundo turno do Campeonato Brasileiro. Foi perseguido ao encerrar esse jogo na saída do estádio Vila Belmiro, nesse mesmo momento passou por tudo que um jogador jamais gostaria de passar. Ouviu provocações de uma torcida que sempre o idolatrou, se aborreceu durante as manifestações, e foi alvo de agressores durante uma enrascada, que conseguiu se livrar graças à ajuda de seus seguranças. Deu um murro em um dos torcedores que o hostilizaram durante a briga, após isso um grupo de 15 santistas o derrubaram no chão e conseguiram espancar o goleiro, foi nesse momento que os seguranças do Santos o ajudaram e o levaram de volta ao vestiário, precisou ir novamente até seu veículo e encarar a presença de torcedores querendo confusão. Fábio, e seus seguranças, foram até lá sem medo e conseguiram ir embora, e pouco antes de ir o atleta disse frases contra as provocações. Apesar desse episódio, que ocorreu pelo fato da necessidade de o Santos engrenar com vitórias, e esse empate, com o Fluminense, ter tirado a chance de ser campeão brasileiro de 2006, Fabio Costa não se desestabilizou e continuou trabalhando bem pelo clube, não perdendo o carinho dos torcedores e voltando a brilhar com a camisa do Santos, fazendo bons campeonatos em 2007, 2008 e 2009.
Em junho de 2008, completou 300 jogos com a camisa do Santos. No fim do ano, renovou seu contrato até o final de 2012.
Fraturou o pé num jogo do Brasileirão 2009, mas mesmo após sua recuperação seguiu apenas treinando no clube que tornou-se ídolo, e assim aceitou um empréstimo visando em aproveitar sua profissão conhecendo outros clubes e trabalhando em localidades diferentes.
Desde que o presidente Luís Álvaro de Oliveira assumiu o comando na Vila Belmiro, Fábio Costa não vestiu mais a camisa do Santos em jogos oficiais. Em 2010, com a camisa do Peixe atuou apenas no amistoso internacional contra o Red Bull New York. Com problemas de relacionamento com o elenco e comissão técnica, no dia 7 de junho de 2010 confirmou seu empréstimo para o Atlético Mineiro, onde assinou contrato até dezembro de 2011. Mesmo tendo contrato com o Santos até o fim de 2013, Fábio Costa não vinha sendo aproveitado pelo clube. Realizava atividades físicas diariamente em Santos, mas não era reincorporado ao elenco profissional.
No final de 2012, recusou um empréstimo ao Penapolense para defender o clube até o término do Campeonato Paulista de 2013.
Em janeiro de 2013, após muitos meses parado, Fábio Costa assinou com o São Caetano até o final do ano. No novo clube, Fábio Costa prometeu ser "racional" para transformar a imagem de jogador-problema, que o acompanhava há anos. Os atritos com os treinadores Vanderlei Luxemburgo e Émerson Leão, além das brigas com os colegas Paulo Henrique Ganso e Fabiano Eller, o qual teria ameaçado o zagueiro com uma tesoura, segundo o jogador, fariam parte do passado visando a contribuir com o Azulão. Apesar disso, o ex-santista voltou a se envolver em polêmicas no novo clube. Em abril de 2013, com o time já rebaixado à Série A-2, no Paulistão, Fábio Costa foi acusado por um companheiro, o lateral-direito Samuel Santos, de chamá-lo de "macaco". Após o incidente, ficou afastado do clube até o final do empréstimo, no fim do ano. O goleiro disputou apenas duas partidas com a camisa do São Caetano: no empate de 2 a 2 contra o Corinthians e na derrota de 2 a 1 para o Bragantino. Contestado, ele deixou o time titular e não voltou mais – foi substituído por Fábio.
No dia 15 de dezembro de 2013, Fábio Costa decidiu se aposentar e disse não ter mágoas do Santos, onde foi o segundo goleiro que mais atuou, com 345 partidas, ficando apenas, atrás de Manga, com 404 jogos, e disse, que vai continuar na área futebolística, trabalhando com futebol em uma empresa que administra carreira de jogadores. Ele garante que a decisão não tem volta.

### Seleção Brasileira
Fábio Costa teve carreira curta na Seleção Brasileira principal, porém na base ele fez parte de elencos campeões como o Torneio de Toulon na França em 1996 (como reserva) e o pré-olímpico de Sydney em 2000, que na época era disputado pela categoria Sub-23 na ocasião foi convocado por Vanderlei Luxemburgo começando na reserva e posteriormente titular. Nas Olimpíadas de 2000, ele quase abandonou o grupo no meio do torneio, inconformado por ser reserva de Helton.
Em 2001, veio sua primeira competição com a Seleção Brasileira principal, a Copa das Confederações onde foi convocado como terceiro goleiro pelo treinador Émerson Leão, que mais tarde seria seu comandante no título brasileiro de 2002 no Santos sobre o Corinthians. Contudo a campanha da Seleção foi fraca, o time foi eliminado na fase semifinal novamente derrotado pela França de Zidane e Fábio Costa não jogou, também não foi mais convocado após isso perdendo lugar para Marcos, do Palmeiras, e Rogério Ceni, do São Paulo.

### Dirigente
O ex-goleiro foi anunciado no final de 2016 como gerente de futebol do União Barbarense.

## Títulos
Vitória
- Campeonato Baiano: 1996, 1997 e 1999
- Copa do Nordeste: 1997 e 1999

Santos
- Campeonato Brasileiro: 2002[30]
- Campeonato Paulista: 2006 e 2007[31]

Corinthians
- Campeonato Brasileiro: 2005

Seleção Brasileira
- Torneio Toulon (Seleção Olímpica): 1996
- Torneio Pré-Olímpico Sub-23: 2000

## Prêmios individuais
Corinthians
- Seleção do Campeonato Brasileiro: 2005

Santos
- Seleção do Campeonato Paulista: 2007[32]